# Djævlesonaten
Djævlesonaten er en dansk stum dramafilm fra 1910 produceret af Regia Kunstfilms Kompagni efter manuskript af Otto Rung. Filmens instruktør er ukendt.
Filmen havde dansk biografpremiere i Panoptikon i København den 15. oktober 1910.

## Handling
En violinvirtuos bliver forelsket i en kunstmalers kæreste, og føleleserne er gengældt. Det leder til et opgør, hvor maleren skyder violinisten.

## Medvirkende
- Clara Wieth - Renée
- Adam Poulsen - Claude Bernard, maler
- Johannes Poulsen - Josef Cziky, violin-virtuos
- Gyrithe Hansen - Heléne Murani, skuespiller